# Ottosenknatten
Der Ottosenknatten (norwegisch) ist ein Nunatak in der Heimefrontfjella des ostantarktischen Königin-Maud-Lands. Er ragt an der Nordflanke des Sirinuten im nordwestlichen Teil der Sivorgfjella auf.
Wissenschaftler des Norwegischen Polarinstituts benannten ihn 1987. Namensgeber ist der norwegische Sachbuchautor Kristian Ottosen (1921–2006), ein Anführer der Widerstandsbewegung in Bergen gegen die deutsche Besatzung Norwegens im Zweiten Weltkrieg.